# Gare de La Bonneville-sur-Iton
Ne doit pas être confondu avec Gare de Bonneville.
La gare de La Bonneville-sur-Iton est une gare ferroviaire française, située sur le territoire de la commune de La Bonneville-sur-Iton, dans le département de l'Eure, en région Normandie.

## Situation ferroviaire
Cette gare est située au point kilométrique 116,961 de la ligne de Mantes-la-Jolie à Cherbourg. Son altitude est de 86 mètres.

## Fréquentation
De 2015 à 2023, selon les estimations de la SNCF, la fréquentation annuelle de la gare s'élève aux nombres indiqués dans le tableau ci-dessous.
| Année     | 2015  | 2016   | 2017   | 2018  | 2019  | 2020  | 2021  | 2022  | 2023  |
| --------- | ----- | ------ | ------ | ----- | ----- | ----- | ----- | ----- | ----- |
| Voyageurs | 8 913 | 10 024 | 10 923 | 6 705 | 5 879 | 4 318 | 5 242 | 7 219 | 7 969 |

## Service des voyageurs

### Accueil

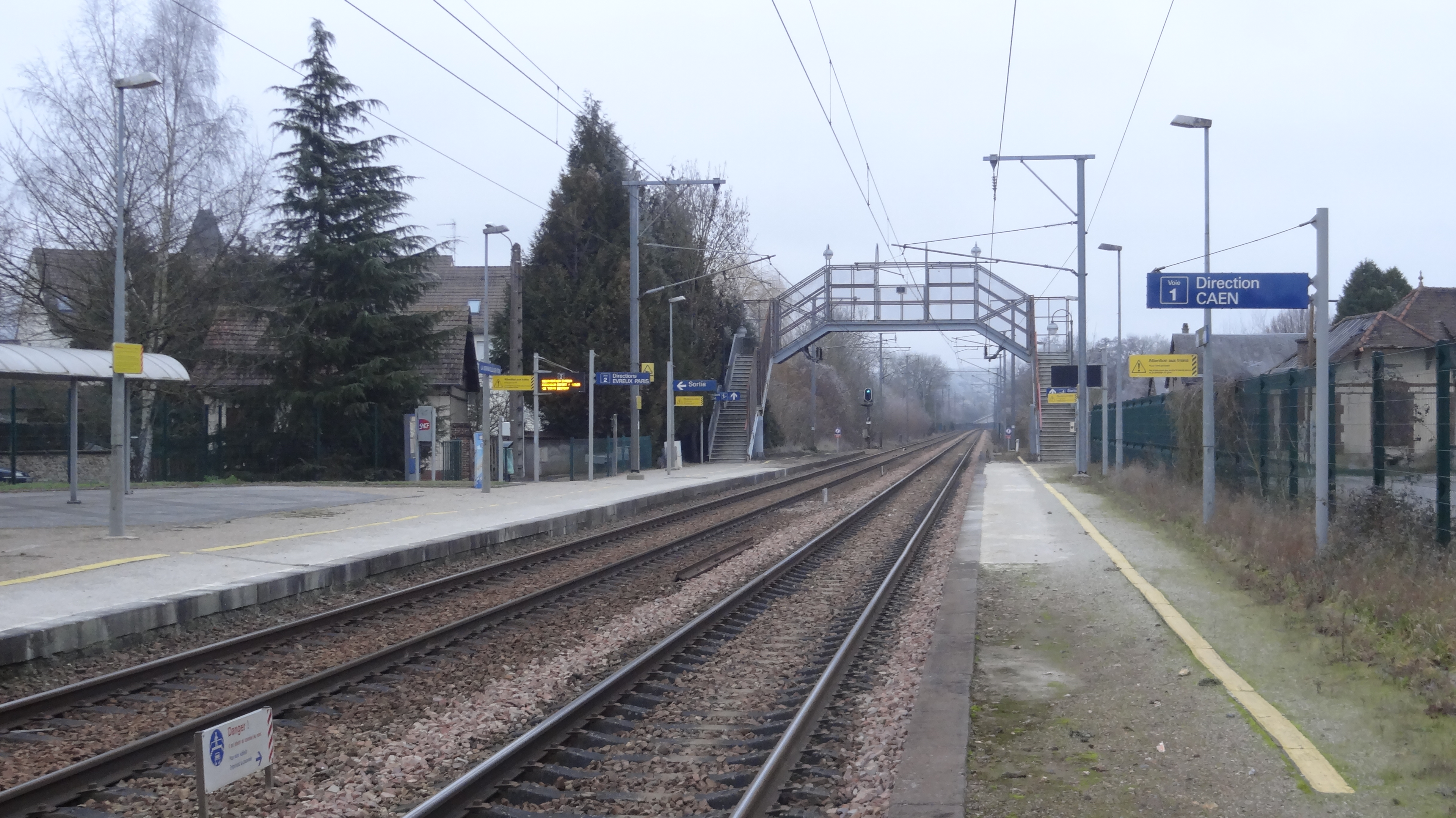
Vue d'ensemble depuis le quai de la voie1.

En 2019, la SNCF estime la fréquentation annuelle à 5 879 voyageurs.

### Desserte
Elle est desservie par les trains TER Normandie (relations de Caen à Évreux-Normandie et de Lisieux à Paris-Saint-Lazare).